# 이동국 식별 번호
이동국 식별 번호(Mobile identification number, MIN) 또는 이동국 가입 식별 번호(mobile subscription identification number , MSIN)는 무선 통신 사업자가 휴대 전화를 식별하기 위해 사용하는 10개의 숫자로 된 고유한 번호로, 국제 이동국 식별 번호(IMSI)의 마지막 부분이다. MIN은 셀룰러 및 개인 휴대 통신 기술(예: EIA/TIA–553 아날로그, IS–136 TDMA, IS–95 또는 IS-2000 CDMA)에 대한 TIA 표준에 따라 작동하는 휴대 전화를 고유하게 식별하는 번호이다. MIN 사용은 제공업체를 전환하기 위한 휴대폰 번호 이동성에서 널리 퍼졌다. 또한 MSID(Mobile Station ID) 또는 IMSI_S(Short IMSI)라고도 할 수 있다.

## MIN 파생
이동국 식별 번호(MIN)는 이동국에 할당된 10자리 전화번호에서 파생된 번호이다. 10자리 전화번호에서 MIN을 파생하는 규칙은 IS-95 표준에 나와 있다. MIN1은 MIN의 첫 번째 또는 가장 덜 중요한 24개의 이진 숫자이다. MIN2는 가장 중요한 10개의 이진 숫자를 포함하는 MIN의 두 번째 부분이다. MIN1과 ESN은 다른 디지털 입력과 함께 인증 과정에서 사용된다. MIN은 이동국을 식별하는 데 사용된다.
아날로그 셀룰러의 경우 MIN은 통화를 라우팅하는 데 사용된다. 대부분의 2세대 시스템에서는 보안 예방 조치로 통화를 라우팅할 때 핸드셋에 임시 번호가 할당된다.

## 같이 보기
- CDMA 용어 목록
- MAC 주소
- MSISDN